# Charles Joseph Doherty
 (décembre 2024).
Charles Joseph Doherty (11 mai 1855-28 juillet 1931) est un avocat, directeur de banque et homme politique fédéral du Québec.

## Biographie
Né à Montréal, Doherty étudie à l'Université McGill, où il reçoit un Baccalauréat en droit en 1876. Engagé comme lieutenant dans 65e bataillon des Fusiliers Mont-Royal en 1885, il participe à la Rébellion du Nord-Ouest la même année, il devient membre du Conseil du Roi en 1887.
Il revient pratiquer le droit et enseigne le droit civil et international à l'Université McGill avant de devenir juge à la Cour supérieure du Québec de 1891 à 1906.
Tentant de devenir député à l'Assemblée législative du Québec, il est battu dans Montréal-Ouest en 1881 et de nouveau dans Montréal-Centre en 1886. Élu à la Chambre des communes du Canada en 1908 en tant que député du Parti conservateur dans la circonscription de Sainte-Anne. Réélu en 1911, le nouveau premier ministre Robert Borden le nomme au cabinet à titre de ministre de la Justice et procureur général du Canada, poste qu'il occupe également dans le gouvernement d'Arthur Meighen jusqu'en 1921. Réélu en 1917, il ne se représenta pas en 1921.
Doherty occupe également un rôle important dans la création de l'Association du Barreau canadien en 1912 et dans laquelle il sert comme président en 1914. Nommé au Conseil privé du Royaume-Uni en 1920. Comme ministre de la Justice, il est membre de la délégation canadienne à la Conférence de paix de Paris (1919) , avec Arthur Lewis Sifton, ministre des douanes du Canada.
Il est mort à l'âge de 76 ans.